# Mobiado
Mobiado là thương hiệu điện thoại di động sang trọng trên thế giới thuộc sở hữu của Công ty Bonac Innovation Corp., Canada.

## Đặc điểm chung
Mobiado được chế tạo từ những vật liệu quý, có tác dụng chống trầy xước.
Mặt kính của điện thoại được làm bằng vật liệu Acrylic 3M 906 Gar của hãng Ciro (Canada), bảo đảm độ rõ, sáng hơn các loại kính thông thường chống xước, nhẹ hơn ½ mặt kính thông thường, là vật liệu được dùng trong việc xây dựng mặt sân khúc côn cầu và nhiều thiết bị đắt tiền khác. Mobiado dùng vít kim loại để bắt nối các chi tiết và sử dụng bàn phím bằng thép không gỉ. Dưới mỗi phím đều có chân kính giống như trong sản xuất đồng hồ, khiến phím bấm trở nên chắc chắn và êm khác hẳn điện thoại thông thường.
Vật liệu chế tạo mặt và lưng máy vốn là hợp kim nhôm 6061 của hãng Alcan (Mỹ) dùng trong sản xuất vỏ máy bay và xe đua Công thức 1, sau quá trình anodize hóa, miếng nhôm trở nên chắc và cứng, chịu được lực, nhiệt, hóa chất mà vẫn nhẹ.
Công nghệ sản xuất Mobiado là công nghệ CNC điều khiển máy công cụ bằng vi tính (Computer Numeric Control), cho độ chính xác cao trong từng chi tiết, chỉ được sử dụng trong chế tác đồng hồ Thụy Sĩ.
Các ký tự nhỏ và mảnh trên bàn phím được khắc bằng laser giống công nghệ sản xuất các xe đua đắt tiền, còn các phím điện thoại bằng thép không gỉ sản xuất theo công nghệ làm đồng hồ tại Thụy Sĩ. Các phím điện thoại có "design" đặc biệt, trông như những nút bấm trên đồng hồ điện tử.
Mobiado có đầy đủ tính năng của một máy Nokia hiện đại serie 40: màn hình TFT 60.000 màu, camera tích hợp quay được video, nghe nhạc MP3, nghe đài FM, gửi tin nhắn MMS, hỗ trợ thẻ nhớ ngoài, kết nối Bluetooth...

## Phân loại Mobiado

### Professional Spec A
Khung xương bằng hợp kim nhôm, vật liệu vốn dùng trong ngành chế tạo vỏ máy bay và xe đua Công thức 1. Khung xương được đánh bóng, mạ và khắc bằng laser theo công nghệ sản xuất các xe đua đắt tiền, tạo ra một bề mặt cứng như đá và các chi tiết rất sắc nét.
Mobiado Professional Spec A xuất hiện với 6 màu: đen, đen satin, xanh nước biển, đỏ, xám và bạc. Giá sản phẩm sẽ tuỳ theo từng khu vực, dao động trong khoảng 1.200-1.500 USD.

### Professional Excutive Model - Điện thoại Mobiado vỏ gỗ
Mobiado vỏ gỗ có khung bằng gỗ Cocobolo, một loại gỗ tương đối quý và hiếm, chỉ có dọc bờ biển México và Trung Mỹ, cùng gỗ Rosewood của vùng Honduras (thuộc Trung Mỹ). Loại gỗ này chuyên dùng để sản xuất báng súng, chuôi dao của các nhà quý tộc ngày xưa, hoặc dùng trong các nhạc cụ cao cấp, bởi chất gỗ khỏe, chắc, chống xóc, và đặc biệt ít chịu tác động của khí hậu và môi trường. Ngoài ra, khung điện thoại còn được sản xuất theo công nghệ đơn chiếc chính xác CNC. Mỗi điện thoại đều có một vẻ riêng, không có chiếc nào giống nhau, bởi không có thớ gỗ nào có cùng vân gỗ.
Mobiado vỏ gỗ có một số tính năng hơn hẳn Mobiado Professional Spec A (mặc dù không nổi trội so với các điện thoại chú trọng vào công nghệ như O2, Neonode, hay một số model của Motorola, Samsung...): Điện thoại tích hợp máy ảnh 1.3 Megapixel, có khả năng ghi và phát video. Bộ nhớ trong là 32 MB, nhưng máy hỗ trợ thẻ nhớ MMC lên tới 512 MB, nên bạn có thể chụp ảnh, quay phim, nghe nhạc thoải mái. Mobiado hỗ trợ các định dạng nhạc AAC, MP3, và M4A.
Mobiado vỏ gỗ có giá dự kiến khoảng 2.200 USD.

### Professional EM Limited Edition
Mobiado phiên bản LE lần này có 3 điểm khác so với Mobiado thông thường: điện thoại bằng gỗ Ebony đầu tiên, được làm theo công nghệ Hard Anodize, có các nút bấm làm bằng Titan (Titanium), được sản xuất với số lượng hạn chế: 200 chiếc điện thoại Mobiado LE (Limited Edition). Thân máy được làm bằng gỗ Ebony, một trong những loại gỗ đắt nhất thế giới vì chất gỗ vừa cứng, nặng, vừa khỏe. Ebony có màu đen khá cuốn hút và độc đáo. Khung máy được làm bằng công nghệ CNC (Computer Numeric Control) nên mỗi điện thoại là một sự khác biệt, không cái nào giống cái nào.
Mỗi điện thoại Mobiado LE đều được khắc số bằng laser ở mặt sau, bắt đầu từ số 001/200. Đặc biệt từ ngày 5/12 đến 15/12, Mobiado sẽ tổ chức đấu giá điện thoại số 001/200 trên trang web của mình.
10 bản Mobiado LE đầu tiên đã có mặt tại Việt Nam với giá 2.400 USD/máy, cao hơn phiên bản Mobiado vỏ gỗ trước đây 200 USD. Được biết, số hiệu 10 máy trên sẽ rơi vào các số: 007, 008, 088, 099, 199.

### Professional 3
Thế hệ thứ ba của dòng điện thoại Professional - Professional 3 được thiết kế với khung hình chữ nhật, được chia theo đúng tỷ lệ vàng. Vẫn trung thành với những sáng tạo độc và lạ, Professional 3 được giới chuyên môn đánh giá là vô cùng chắc chắn và đẹp hoàn hảo.
Hiện nay, dòng Professional 3 đang được bày bán với các phiên bản cụ thể như sau:
Professional 3 AF hiện diện với 3 màu chính là Black, Black Satin, Silver.
The Professional 3 AF hội tụ đầy đủ những đặc tính di truyền của dòng The Professional với kỹ thuật cơ khí hoàn hảo, thiết kế bền vững vĩnh viễn và trung thành với tay nghề chế tác thủ công. Sử dụng các vật liệu bền vững như thép vỏ máy bay, tinh thể sapphire và thép không gỉ, ngoài ra dọc trên thân vỏ, The Professional 3AF có những đường rãnh độc đáo được tạo ra bởi các bàn tay thủ công tài hoa nhằm tôn vinh vẻ đẹp nguyên thủy của dòng The Professional.
Professional 3 X: Bộ sưu tập gồm 2 phiên bản gỗ Olive và gỗ Amboyna, đánh dấu cột mốc 10 năm thành lập hãng (2004-2014), với sự kết hợp tổng hòa của những vật liệu đã làm nên tên tuổi của hãng như gỗ quý, kim loại, sapphire và đá quý. Pro 3 X có khung làm bằng hợp kim nhôm, có thiết kế dạng thỏi đứng, khá dày dạn. Chiếc điện thoại được thiết kế bất đối xứng với tay cầm gỗ quý với những đường vân gỗ tuyệt vời cùng những họa tiết, hoa văn khác nhau.
Yếu tố thứ hai tạo nên nét sang trọng cho Pro 3X là những viên đá sapphire đen được dùng làm phím điện thoại. Mặt sau của điện thoại được trang trí họa tiết biểu tượng kỷ niệm 10 năm bằng đá sapphire màu trắng tinh xảo. Nắp pin được gắn đến ba viên đá ruby cùng cơ chế khóa độc đáo của Mobiado. Tất cả các công đoạn, từ sơn đen mặt dưới kính sapphire đến đính các chữ cái bàn phím bằng bạc, đánh bóng các vân gỗ... đều được làm thủ công.
Professional 3 ML: Lấy cảm hứng từ quân đội, Mobiado trình làng 2 phiên bản là Commando và Stealth. Phiên bản Commando là một sáng tạo mới nhất của hãng trên hoa văn camo quen thuộc của lính biệt kích. Hoa văn camo được "vẽ" phản ứng sulfide thủ công, chính vì vậy sẽ không có thiết bị Professional 3 ML Commando nào với hoa văn camo giống hệt nhau. Còn riêng Professional 3 ML Stealth được lấy nguyên mẫu từ máy bay tàng hình huyền thoại Nighthawk F-117 của không lực Hoa Kỳ.
Bộ khung hợp kim được trải qua các bước: thổi hạt thủy tinh và đánh bóng tạo vân mờ (matte) thủ công, phủ sulfide a-nốt Type II nhằm đảm bảo thiết bị chịu được sự thử thách của những môi trường khắc nghiệt nhất. Toàn bộ phím bấm được làm từ sapphire, quét sơn đen, đánh bóng bề mặt phím hoàn toàn thủ công. Tấm sapphire lớn với những ký tự phủ siêu dạ quang sẽ được đặt chính xác cùng với bộ phím bấm vào khung vỏ hợp kim. Nắp pin của phiên bản Stealth với cơ chế đóng mở cơ khí đặc trưng Mobiado được nạm kèm 3 viên hồng ngọc sang trọng. Nắp máy sẽ chỉ được mở với chìa khóa cơ khí đi cùng của Mobiado. Sườn máy Professional 3 ML được trang bị những đường khía nhằm tăng độ chắc chắn, vững chãi cho người sử dụng.
Professional 3 VG: Cùng nằm trong serie sản phẩm Professional của hãng, chiếc điện thoại được ra đời từ cảm hứng về những chuyến du hành mang tinh thần khám phá. "Mỗi chuyến đi là một quá trình khám phá nội tại. Không những cho thấy thế giới ra-làm-sao mà còn chỉ ra bản thân ta như-thế-nào" - câu phương ngôn được khắc phía trong vỏ nắp pin của chiếc điện thoại cũng là tinh thần được kết tinh trong tác phẩm cơ khí cao cấp này. Điểm nhận diện độc đáo của chiếc điện thoại này là 4 góc máy được bọc "miếng đệm" cao cấp mạ vàng hoàn thiện bằng công nghệ oxít hoá a nốt. Thiết kế này không chỉ tránh những tổn hại cho máy khi va đập, mà còn gợi lên hình ảnh những chiếc rương du lịch cổ điển sang trọng. Professional 3 VG gồm 5 dòng máy tương ứng với 5 tông màu chưa bao giờ xuất hiện ở bất cứ hãng điện thoại hạng sang nào: Marrone (Nâu hạt dẻ), Graphite (Ghi xám), Aurore (Tím), Dahlia (Hồng), Rubis (Đỏ).
Professional 3 GCB: Bộ sưu tập "Vàng" bao gồm 4 phiên bản: Dong Son, Year Of The Monkey, Guilloche và Matte, phô diễn những họa tiết đắt giá, mang tính biểu tượng văn hóa như trống đồng Đông Sơn, hình ảnh linh vật khỉ - biểu trưng cho năm Bính Thân hay những kĩ thuật chế tác đỉnh cao như Guilloche hay Matte.
Toàn bộ thân vỏ Professional 3 GCB DONG SON được khắc CNC, đặc tả ở mức độ siêu chính xác mô-típ họa tiết mặt trống đồng Đông Sơn. Vị trí trung tâm thân máy là hình tượng ngôi sao bao quanh bởi các vòng tròn đồng tâm với hình ảnh con người, muông thú, đan xen xuyên suốt cùng họa tiết hình học đặc trưng trên mặt chiếc trống đồng. Trước khi phủ vàng nguyên chất 24K hoàn thiện, thân vỏ được xử lý qua quá trình thổi hạt thủy tinh. Sapphire nguyên tấm sau đó được đặt chính xác vào thân máy, kết hợp hài hòa với bộ phím bấm sapphire sơn vàng kết và ốc vít tráng vàng. Mobiado chỉ chế tác 100 chiếc Professional 3 GCB – Đông Sơn và không đánh số thứ tự. Điều này bắt nguồn cảm hứng truyền thuyết Mẹ Tiên, Cha Rồng hay huyền thoại Trăm trứng nở Trăm con, "100 người con" sẽ không có sự phân biệt mà đoàn kết và bình đẳng.
YEAR OF THE MONKEY là phiên bản kỉ niệm cho năm Bính Thân 2016 với số lượng chỉ 100 chiếc trên toàn thế giới... Trên thân máy siêu cứng phủ vàng 24K, đặc trưng dòng GCB, hoa văn con khỉ trên thân máy được khắc với trình độ tinh xảo nhất, mang đậm tính tượng trưng về mặt tâm linh, cho hào quang nối giữa người và đấng thần linh, cùng tinh thần lạc quan luôn tiến về phía trước, không đầu hàng khó khăn, nghịch cảnh. Nguyên tấm sapphire được gắn chính xác vào thân máy vàng, kết hợp cùng các phím bấm sapphire - từng phím được đánh bóng thủ công và phủ vàng nguyên chất, tạo nên một tổng thể sang trọng và không thể bị nhầm lẫn.